# エドウィン・ブラッシュフィールド
エドウィン・ブラッシュフィールド（Edwin Howland Blashfield、1848年12月5日 - 1936年10月12日）はアメリカ合衆国の画家である。アメリカ議会図書館の天井壁画を描いたことなどで知られる。

## 略歴
ニューヨークのブルックリンで生まれた。マサチューセッツ工科大学で工学を学んだ後、フィラデルフィアのペンシルベニア美術アカデミーで学んだ。1867年にヨーロッパに渡り、パリでレオン・ボナに学んだ。1881年までヨーロッパに滞在し、特にイタリアを旅しフレスコによる壁画を研究した。壁画画家として評価を高め、1893年のシカゴ万国博覧会の展示館の壁画や、いくつかの州の州議会議事堂やアメリカ議会図書館の天井壁画を描いた。
ブラッシュフィールドの作品はピエール・ピュヴィス・ド・シャヴァンヌやジャン＝ポール・ローランス、ポール・ボードリーから影響を受けているとされる。友人には彫刻家のダニエル・チェスター・フレンチや画家のジョン・シンガー・サージェント、マックスフィールド・パリッシュ、建築家のキャス・ギルバートらがいた。
多くの美術団体の会員に選ばれ、ニューヨークのナショナル・アカデミー・オブ・デザインでは1920年から1926年の間、会長を務めた。アメリカ壁画家協会(National Society of Mural Painters)の会長を1909年から1914年まで務めた。アメリカ建築家協会の名誉会員の称号を受け、1926年にニューヨーク大学から名誉芸術博士号を授与された。

## 作品

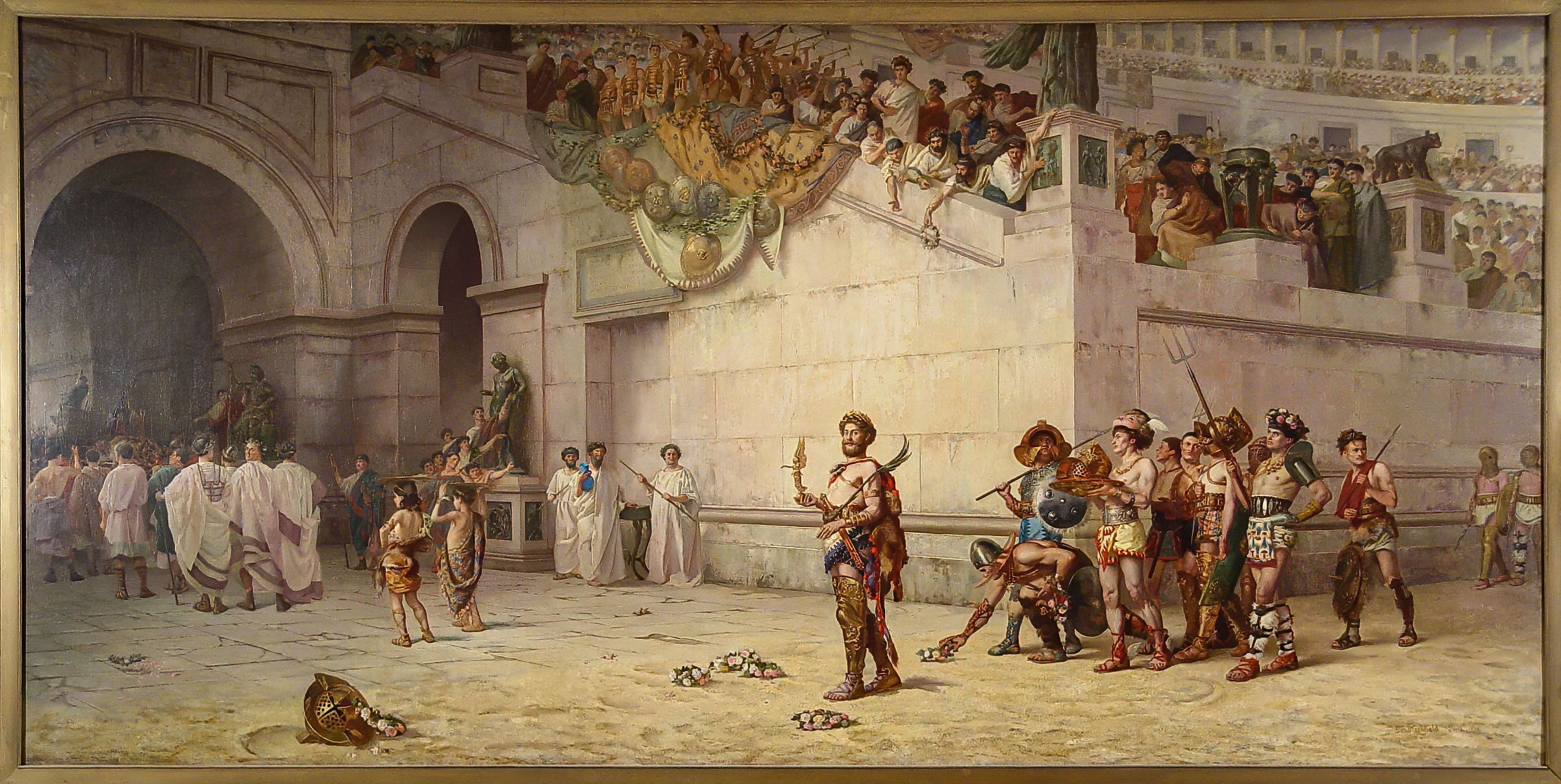
The Emperor Commodus Leaving the Arena at the Head of the Gladiators
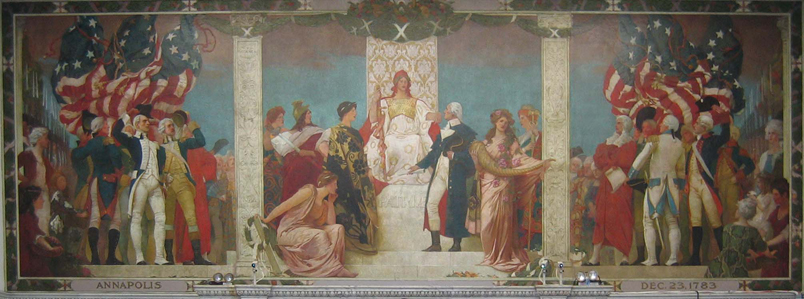
Washington Surrendering His Commission

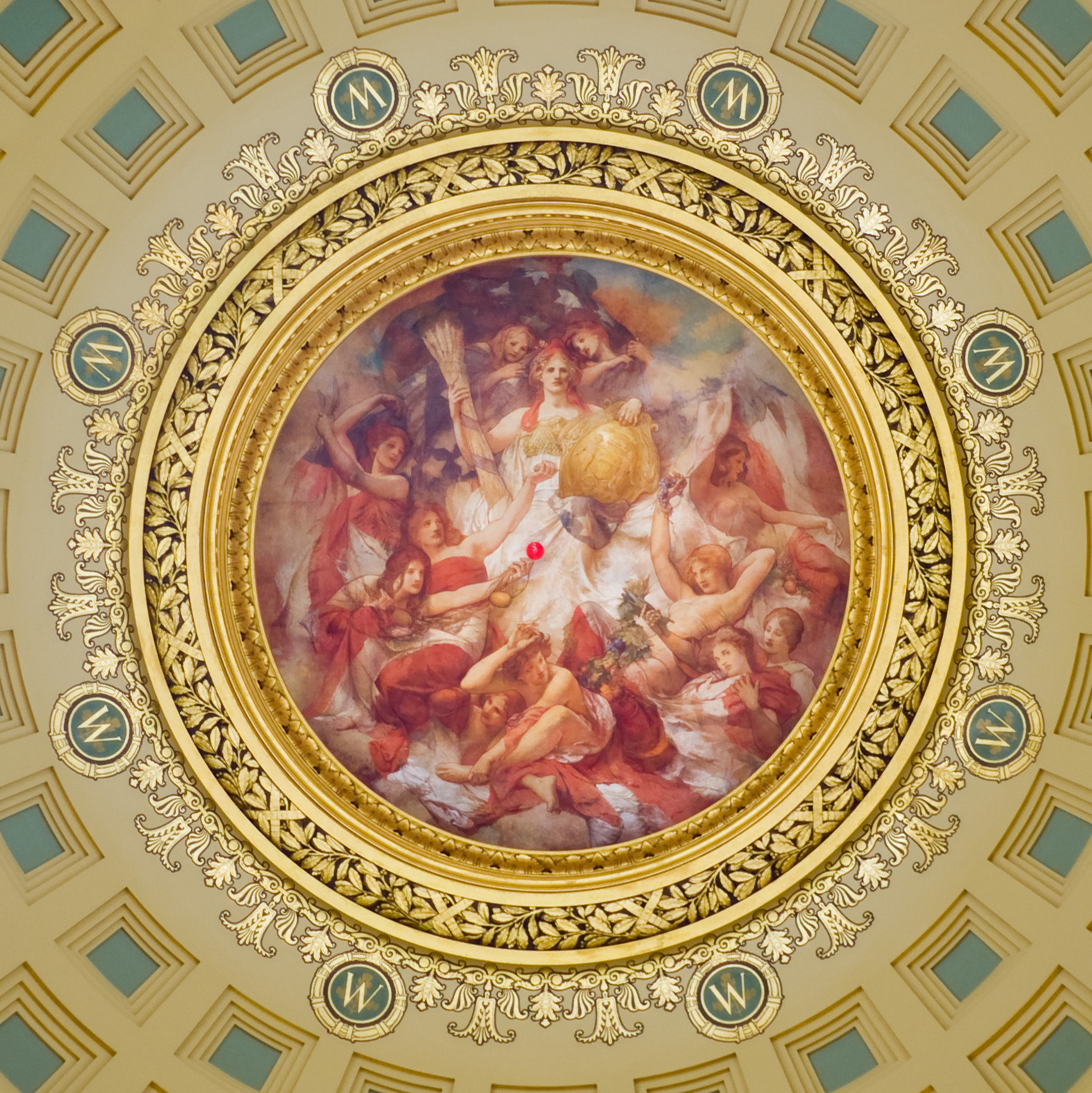
ウィスコンシン州議会議事堂の天井壁画
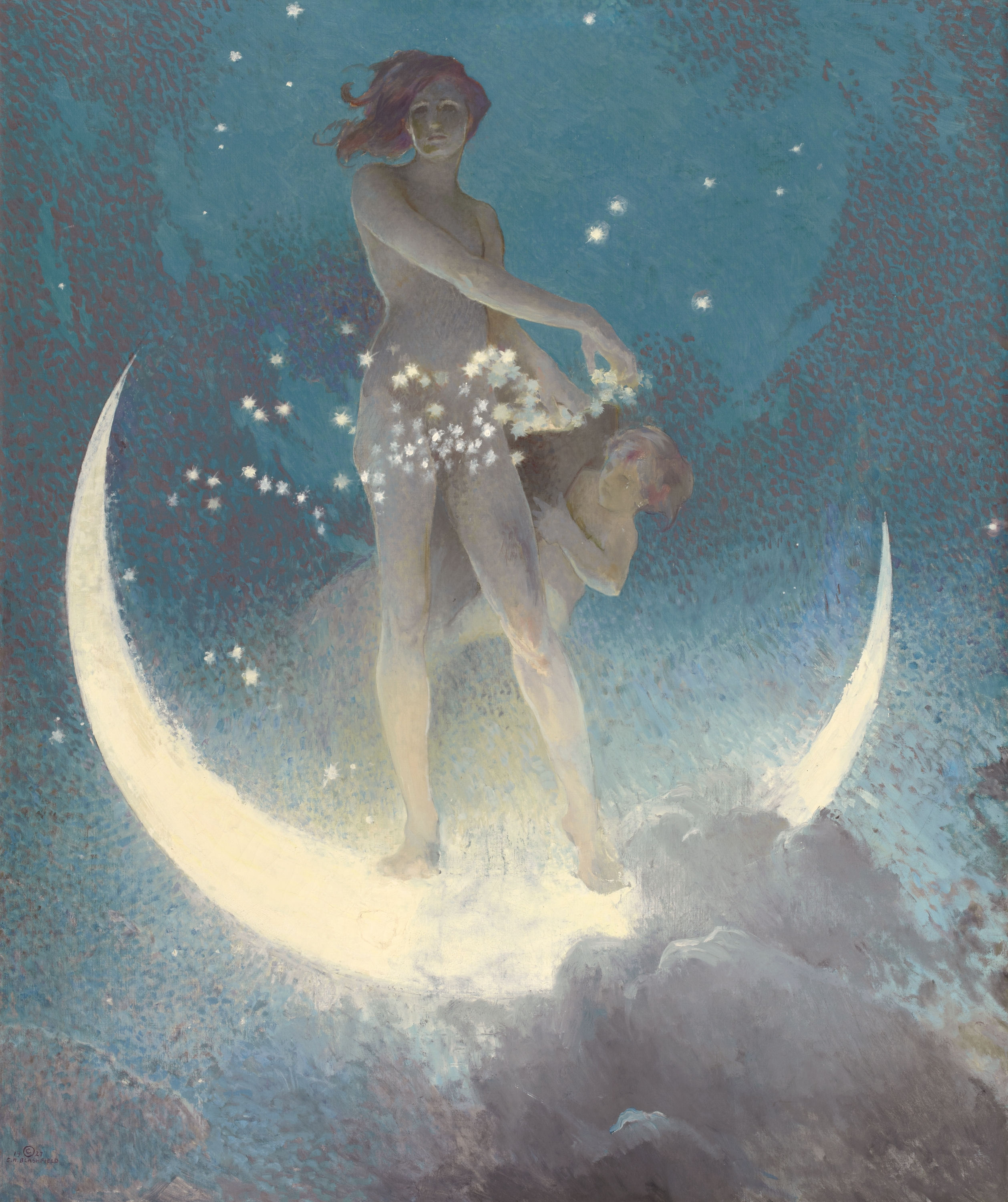
Spring Scattering Stars
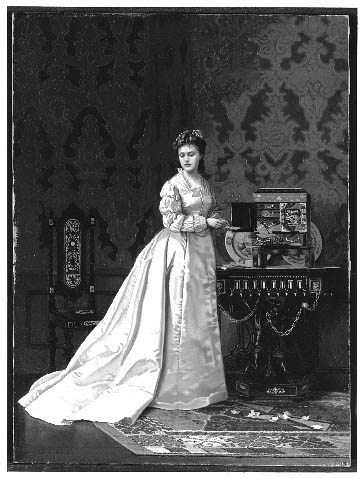
サテンのガウンを着た婦人
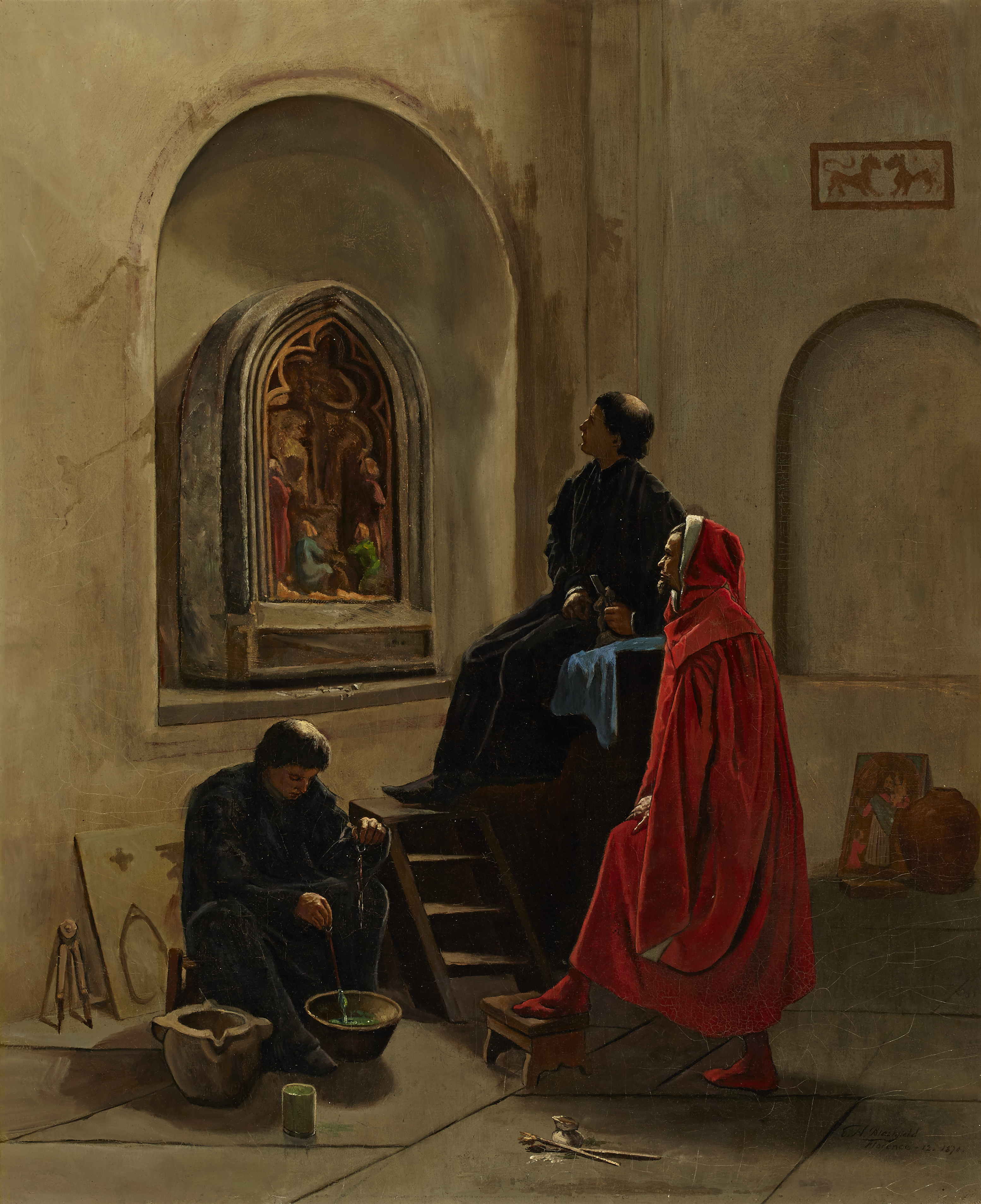
教会の装飾画を描く画家